# Most na Soči
Most na Soči (do 1955 Sveta Lucija ob Soči) je strnjeno naselje v Zgornjem Posočju, na južnem koncu Tolminske kotline v severozahodnem delu Slovenije, ki leži na nadmorski višini okoli 170 metrov.
Naselje se nahaja v Občini Tolmin, na sotočju Soče in Idrijce, ki sta s svojima strugama, vrezanima globoko v skalnata korita, naselju nudili dobro obrambno zaščito. Zaradi zajezitve Soče pri Podselu (za potrebe hidroelektrarne Doblar v letu 1938), je tu nastalo akumulacijsko jezero, ki danes korita zaliva, pod naseljem pa je nastalo jezero. To je v zadnjem času postalo priljubljena točka za ribiče in turiste.
Kraj leži na pomembnem prometnem križišču, saj se v njegovi neposredni bližini cepijo poti v smeri proti Novi Gorici, Tolminu in ob Idrijci proti Idriji in Ljubljani, v bližini pa je speljana tudi trasa železniške proge Jesenice - Sežana. Prav lega in ugodne podnebne razmere so omogočile razvoj prvega naselja že v prazgodovinski dobi. Bogate najdbe iz mlajše bronaste dobe dokazujejo, da je bil kraj poseljen že v tem času, čeprav je, sodeč po bogatih najdbah iz železne dobe, naselje doživelo največji razcvet šele v tem času. Po starem imenu kraja, Sveta Lucija (ime se je v sedanje spremenilo z odlokom iz leta 1952), se je za to obdobje na tem kraju uveljavil naziv »svetolucijska kultura«. Kraj je imel pomembno kulturno in politično vlogo tudi v rimskem imperiju.
V naselju stoji cerkev sv. Mavra, prvič omenjena v pisanih virih že v letu 1192.